# Pacific Ocean Park
Der Pacific Ocean Park war ein 110.000 m² großer Vergnügungspark, der auf der gleichnamigen Pacific Ocean Park Pier in Santa Monica, Kalifornien stand. Der Park konkurrierte in den 1960ern stark mit Disneyland in Anaheim und musste 1968 endgültig schließen.

## Geschichte

### Erste Eröffnung
Die Pier wurde 1905 für den Amusement Park von Abbot Kinney, dem Gründer von Venice, als eines von mehreren Piers gebaut. 1911 eröffnete der Ocean Park, ein Freizeitpark, der 1957 aufgrund schlechter Wirtschaftung geschlossen werden musste.

### Zweite Eröffnung
Der Park schloss, wechselte den Besitzer und der Betrieb wurde 1958 als Pacific Ocean Park wieder aufgenommen. Die Eröffnung mit über 20.000 Besuchern fand am 28. Juli 1958 statt. Bereits am nächsten Tag hatte der Park mit 37.262 Besuchern höhere Besucherzahlen als Disneyland. Der Eintritt betrug 90 Cent. Als Folge der immensen Popularität des Pacific Ocean Park nannte man die Pier seit damals nur noch Pacific Ocean Park Pier oder POP (was auch als Synonym für Pay One Price galt, also ein Preis für alles. Dies entsprach jedoch nicht den Tatsachen, da für viele Attraktionen ein zusätzliches Eintrittsgeld für die Benutzung entrichtet werden musste).

### Schließung des Parks
1965 begann die Stadt Santa Monica ihr Ocean-Park-Erneuerungsprojekt. Häuser wurden abgerissen und Straßen, die zum Park führten, geschlossen. Die Folge war, dass die Besucher den Park nicht mehr bequem erreichen konnten und die Besucherzahlen von 621.000 im Jahr 1965 auf 398.700 im Jahr 1966 sanken. Dazu kam, dass, obwohl der Park sehr beliebt war und über lange Zeit viele Besucher anzulocken wusste, immer wieder Attraktionen aufgrund von Abnützungserscheinungen und Salzwassereinfluss defekt waren. Die Betreiber versäumten es zunehmend, auch aus Geldmangel, die Attraktionen wieder instand zu setzen.
Am Ende der Saison 1967 ging der Park in den Besitz der Gläubiger und der Stadt Santa Monica über, da die Parkbesitzer mit Miete und Steuern seit 1965 im Rückstand waren. Der Pacific Ocean Park wurde am 6. Oktober 1967 geschlossen. Die Vermögenswerte des Parks wurden Ende Juni 1968 versteigert. Die Gewinne aus 36 Bahnen und 16 Spielständen wurden benötigt, um die Gläubiger auszubezahlen. Die Pier war fortan Platz für Surfer, Junkies und Pyromanen, „die in einer disharmonischen Symbiose die Pier bevölkerten“.

## Das Ende der Pier
Nach der Schließung des Parks wurde die Pier zum lokalen Surfspot der legendären Z-Boys aus Dogtown, einer Gruppe Jugendlicher, die mehrere Sommer lang am Pier ihre Surffähigkeiten trainierte, um dann bald in die „Vierundzwanzig-Stunden-Wellen“ trockengelegter Betonkanäle und Swimmingpools der Stadtteile Venice und Santa Monica zu wechseln und zu den einflussreichsten Vertretern der wieder auferstandenen Sportart Skateboarden zu werden.
Nachdem die Pier im Laufe der Jahre durch dutzende Feuer fast vollständig zerstört worden war, riss man es im Winter 1974/1975 ab. Heute ist von der riesigen Pier nichts mehr zu sehen. Am Strand warnen Hinweistafeln vor Pfählen und Schutt unter der Wasseroberfläche. Es ist daher verboten, an diesem Strandabschnitt zu baden oder sonstige Wassersportaktivitäten zu betreiben. Aus der Luft ist noch immer eine größere Lücke sowie eine Verfärbung des Meeres sichtbar.

## Attraktionen des Pacific Ocean Parks

### Achterbahnen
| Name                       | Typ              | Hersteller              | Eröffnung | Schließung       |
| -------------------------- | ---------------- | ----------------------- | --------- | ---------------- |
| Flying Fish                | Wilde Maus       | Carll & Ramagosa        | 1958      | 1963             |
| Ingersol Toboggan Railroad | Holzachterbahn   | Frederick Ingersoll     | 1904      | 1910             |
| Monster Mouse              | Wilde Maus       | Allan Herschell Company | 1964      | 1967             |
| Sea Serpent                | Holzachterbahn   | Charles Paige           | 1925      | 1967             |
| unbekannter Name           | Kinderachterbahn | Allan Herschell Company | 1951      | 1965 oder später |

### Weitere Attraktionen
- Westinghouse verwunschener Wald/Nautilus U-Boot Ausstellung
- House of Tomorrow – zeigte Visionen der Zukunft
- Sea Circus – Delphine und Seelöwen zeigten hier artistische Manöver, konnten nach der Vorstellung auch gefüttert werden
- Diving Bells – hier konnten die Besucher den Ozean von unten betrachten
- Ocean Skyway – in blasenförmigen Gondeln konnte man in einer Höhe von 23 m fast 800 m in den Ozean hinausfahren (und wieder zurück)
- Union 76 Ocean Highway – Miniatur Autos konnten auf einer simulierten Straße gefahren werden
- Flight to Mars – eine audiovisuelle Präsentation, die eine Reise zum Mars simulierte
- Flying Carpet – der Besucher konnte hier in einer Simulation eines fliegenden Teppichs Eindrücke aus 1001er Nacht erleben.
- Mirror Maze – ein klassisches Spiegellabyrinth
- Davy Jone's Locker – ein weiteres Erlebnishaus mit Piraten als Hauptthema
- Fliegender Holländer – ähnlich dem Davy Jone's Locker
- Deepest Deep – simulierte ein U-Boot, jedoch über Wasser
- Um die Welt in 80 Tagen – hier wurden Eindrücke von der ganzen Welt präsentiert, musste jedoch aus Sicherheitsgründen geschlossen werden
- Safari Ride – Kinder konnten in kleinen Jeeps mit elektronischen Waffen auf Tierjagd im Dschungel gehen
- Mystery Island Banana Train Ride – eine der beliebtesten Attraktionen, wo der Besucher in einer Banane durch den Dschungel fuhr und simulierte Vulkane bzw. Erdbeben bestaunen konnte
- Whirlpool – der Besucher wurde in einer Zentrifuge an die Wand gedrückt, während sich der Boden langsam löste
- Mr Dolphin
- Carousel – ein Karussell, welches noch im alten Stil gebaut war

Zum Einkaufen bzw. Essen standen der Fisherman's Cove und die International Promenade zur Verfügung, welche eine Reihe an verschiedenen Angeboten hatte.
Am 5. Januar 1959 konnte der Park bereits 1.190.000 Besucher verbuchen und plante eine Erweiterung von vier weiteren Attraktionen im Wert von zwei Millionen US-Dollar. Allerdings wurden nur folgende zwei tatsächlich gebaut:
- Space Wheels
- Fun Forest – ein kleiner Park mit speziell für Kinder gefertigten Attraktionen